# محمدعبدالله گرجی
محمدعبدالله گرجی از سیاستمداران ایرانی بود، که در دوره‌  بیستم بعنوان نماینده تهران در مجلس شورای ملی حضور داشت.

## زندگی
محمدعبدالله گرجی زاده ١٢٩۶ در تهران است. پس از اخذ دیپلم وارد دانشسرای عالی شد و مدرک کارشناسی باستانشناسی گرفت. در همان مدت زبان فرانسه را بخوبى آموخت. اولین شغل فرهنگى او مترجمى آندره گدار رئیس اداره كل باستان‏شناسى بود. او مدتی در دبیرستان‌های دبیرستان البرز ، شرف و دارالفنون به دبیری پرداخت و چندى هم معاون دارالفنون بود.
در سال ١٣٣٠ به ریاست دفتر وزارت فرهنگ منصوب شد و در تمام دوران حكومت مصدق، عهده‌دار این سمت بود. از دیگر مشاغل وى، ریاست اداره كل بازرسى وزارت فرهنگ، مدیر كل تعلیمات عالیه و مدیر كلى فرهنگ تهران بود.
وی در دوره بیستم به عنوان نماینده مردم تهران در مجلس شورای ملی حضور داشت. 